# سکویای همیشه‌سبز

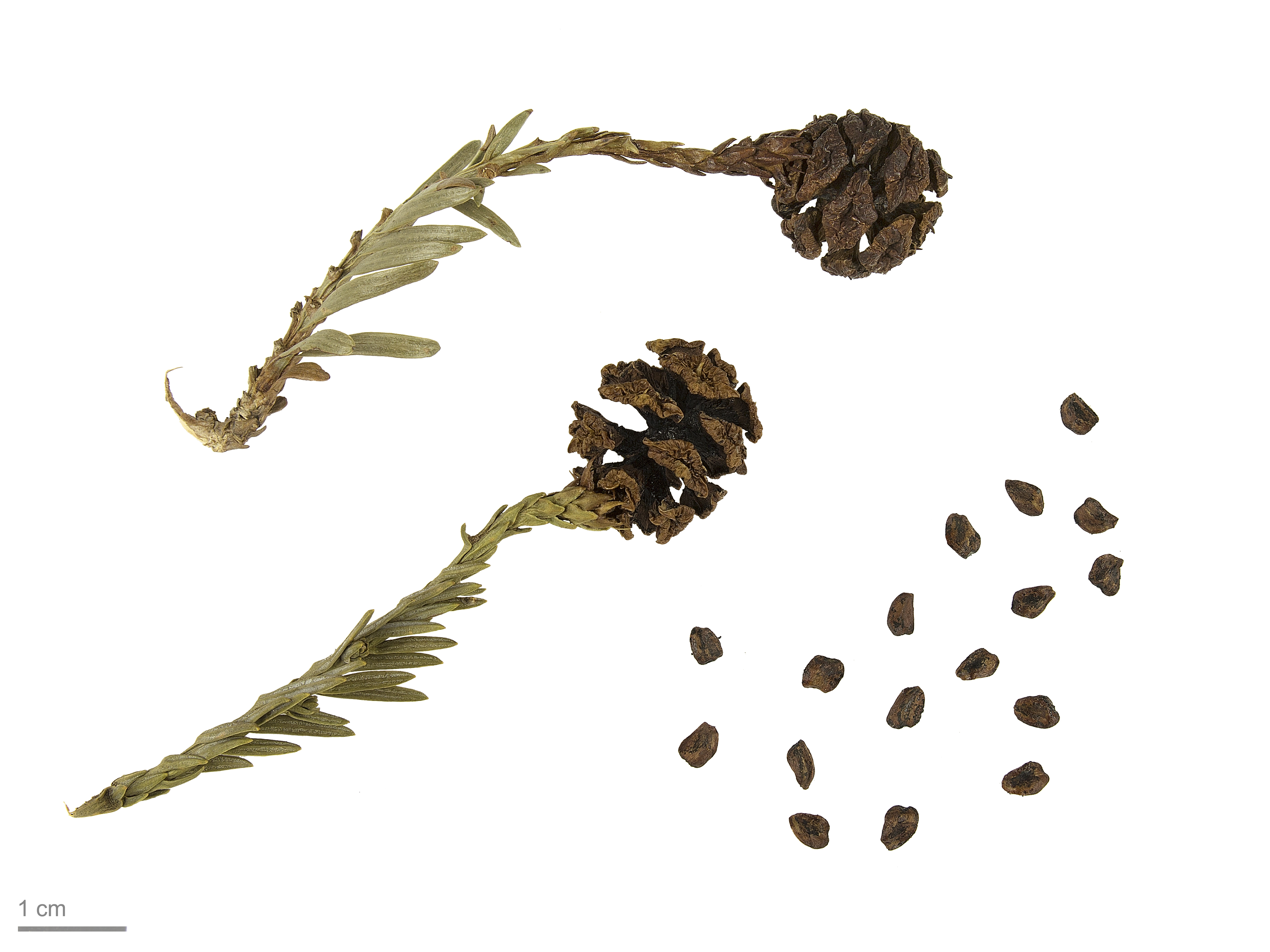
Sequoia sempervirens

سکویای همیشه سبز (نام علمی: Sequoia sempervirens) نام یک گونه از تیره سرویان است.